# Mielnik (gmina)
Pour les articles homonymes, voir Mielnik.
Mielnik est une gmina rurale du powiat de Siemiatycze, Podlachie, dans le nord-est de la Pologne, à la frontière avec la Biélorussie. Son siège est le village de Mielnik, qui se situe environ 17 km au sud-est de Siemiatycze et 88 km au sud de la capitale régionale Białystok.
La gmina couvre une superficie de 196,24 km2 pour une population de 2 696 habitants.

## Géographie
La gmina inclut les villages d'Adamowo-Zastawa, Grabowiec, Homoty, Końskie Góry, Koterka, Kudlicze, Maćkowicze, Mętna, Mielnik, Moszczona Królewska, Niemirów, Oksiutycze, Osłowo, Pawłowicze, Poręby, Radziwiłłówka, Sutno, Tokary, Wajków et Wilanowo.
La gmina borde les gminy de Konstantynów, Nurzec-Stacja, Sarnaki et Siemiatycze. Elle est également frontalière de la Biélorussie.